# Henryk Szeryng
Henryk Bolesław Szeryng (e. henrik seerink; Varsó. 1918. szeptember 22. – Kassel, 1988. március 3.) kétszeres Grammy-díjas lengyel-mexikói hegedűművész, hegedűtanár, zenei szerkesztő, zeneszerző. 1946-tól Mexikóban élt, és 1948. október 21-én fel is vette a mexikói állampolgárságot. A németországi Kasselban tartott hangversenye után halt meg.

## Élete
Édesanyja adta neki az első zongoraleckéket, de a gyermek hamar inkább a hegedűt választotta. Bronisław Huberman meghallgatta, és azt javasolta, hogy küldjék Flesch Károlyhoz továbbképzésre Berlinbe (1928–1932). 1933-ban debütált, majd 1935-ben a 17 éves hegedűművész Ludwig van Beethoven Hegedűversenyét játszotta Varsóban Bruno Walter vezényletével. Ezután Nadia Boulanger-nél folytatta tanulmányait Párizsban 1939-ig.
A második világháború kitörése után önkéntesként jelentkezett a lengyel hadseregbe francia földön, és összekötő tiszt lett. Nyelvtudása révén (nyolc nyelven beszélt) tolmácsként is dolgozott a lengyel emigráns kormánynak. Gyakran lépett fel a szövetséges katonák előtt, és adott jótékonysági koncerteket is.
Mexikóvárosi tartózkodása alatt ajánlatot kapott, hogy vegye át a Mexikói Autonóm Nemzeti Egyetem vonós tanszékét. Vállalta, és 1948-ban mexikói állampolgárságot kapott. Csak 1954-ben kezdte meg a hangversenyepturnézást, amelyet haláláig folytatott. A Saarbrückeni Rádió Szimfonikus Zenekarával egy koncertkörút részeként 1988. március 1-jén Kasselben Johannes Brahms hegedűversenyét adta elő. Másodikára virradóra agyvérzést kapott, s kómába esett. Többé nem tért magához, és 3-án a reggeli órákban meghalt.

## A hegedülés művészete: hatása és jelentősége
Szeryng kiterjedt repertoárral rendelkező és világszerte elismert előadóművész volt. Számos nagylemezt készített Bach, Mozart, Beethoven, Brahms, Schumann, Csajkovszkij, Sibelius, Mendelssohn és Paganini hegedűversenyeiből, Beethoven és Mozart összes hegedűszonátáit Ingrid Haeblerrel, válogatott hegedűszonátáit Arthur Rubinsteinnel és Bach szólóhegedűre írt szonátáinak és partitáinak két felvételét készítette el. 1975-ben és 1976-ban Grammy-díjat kapott Pierre Fournier-vel és Arthur Rubinsteinnel való együttműködéséért. A Brahms Concerto felvételéért 1959-ben, Pierre Monteux-vel megkapta a Grand Prix du Disque-t. Bach szólószonátáiról és partitáiról készült felvételeit máig mércének tekintik. A The Art Of Violin című videóban például a fontos fiatal hegedűművész, Hilary Hahn megmutatta, hogy Szeryng Bach-felvételei irányadóak saját Bach-interpretációjában.

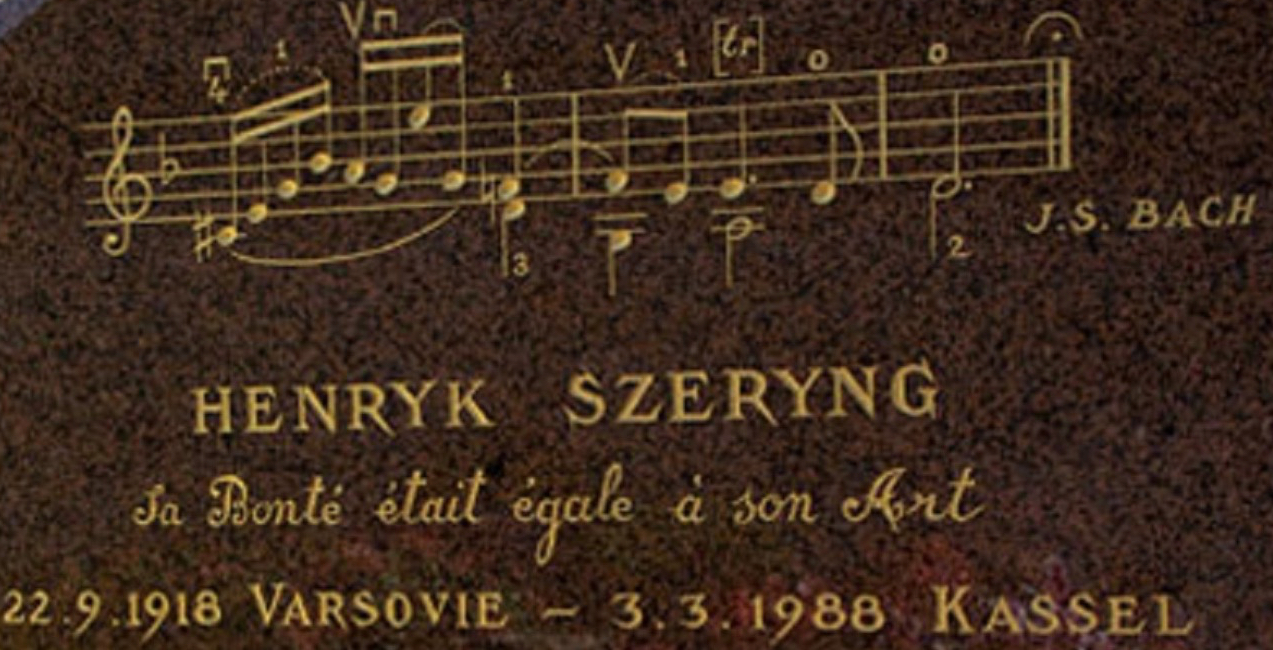
Henryk Szeryng sírjának kopjafája (részlet) a monacói temetőben. A hangjegyek Johann Sebastian Bach Partita No. 2. chaconne-jának a vége. 2 d-moll BWV 1004 a művész behajlított ujjaival. Henryk Szering
Kedvessége művészetéhez illett

Henryk Szeryng sírja a monacói temetőben, egykori európai rezidenciáján található. Sírján ez a felirat áll: Sa Bonté était égale à son Art (Kedvessége művészetéhez illett). A felirat feletti zenesor a Partita No. 2. ciaconna vége. d-moll hegedűszólóból, BWV 1004 Johann Sebastian Bach Henryk Szeryng kiadásában.
Waltraud Büscher, a művész özvegye férje hagyatékát a washingtoni Kongresszusi Könyvtárnak adományozta.

## Kitüntetései
- 1971: Mozart-érme a bécsi Mozart közösségtől[11]
- 1973: Tiszteletbeli tagság a bonni Beethoven-házban

## Fordítás
- Ez a szócikk részben vagy egészben  a   Henryk Szeryng című angol Wikipédia-szócikk ezen változatának fordításán alapul.  Az eredeti cikk szerkesztőit annak laptörténete sorolja fel. Ez a jelzés csupán a megfogalmazás eredetét és a szerzői jogokat jelzi, nem szolgál a cikkben szereplő információk forrásmegjelöléseként.
- Ez a szócikk részben vagy egészben  a   Henryk Szeryng című német Wikipédia-szócikk ezen változatának fordításán alapul.  Az eredeti cikk szerkesztőit annak laptörténete sorolja fel. Ez a jelzés csupán a megfogalmazás eredetét és a szerzői jogokat jelzi, nem szolgál a cikkben szereplő információk forrásmegjelöléseként.